# Tokugawa Ieyoshi
Tokugawa Ieyoshi (徳川 家慶 (Đức Xuyên Gia Khánh)  22 tháng 6 năm 1793 – 27 tháng 7 năm 1853) là vị Tướng Quân thứ 12 của chế độ Mạc phủ Tokugawa tại Nhật Bản. Ông là con trai thứ hai của vị Tướng Quân thứ 11, Tokugawa Ienari, và đã bổ nhiệm Mizuno Tadakuni chỉ đạo cải cách Tenpo (cái cách Thiên Bảo). Ông lên cầm quyền từ năm 1837 tức (năm Thiên Bảo thứ 7). Ieyoshi qua đời năm 1853, phần mộ của ông được đặt tại lăng mộ của gia tộc Tokugawa tại Zōjō-ji thuộc Shiba ngày nay.

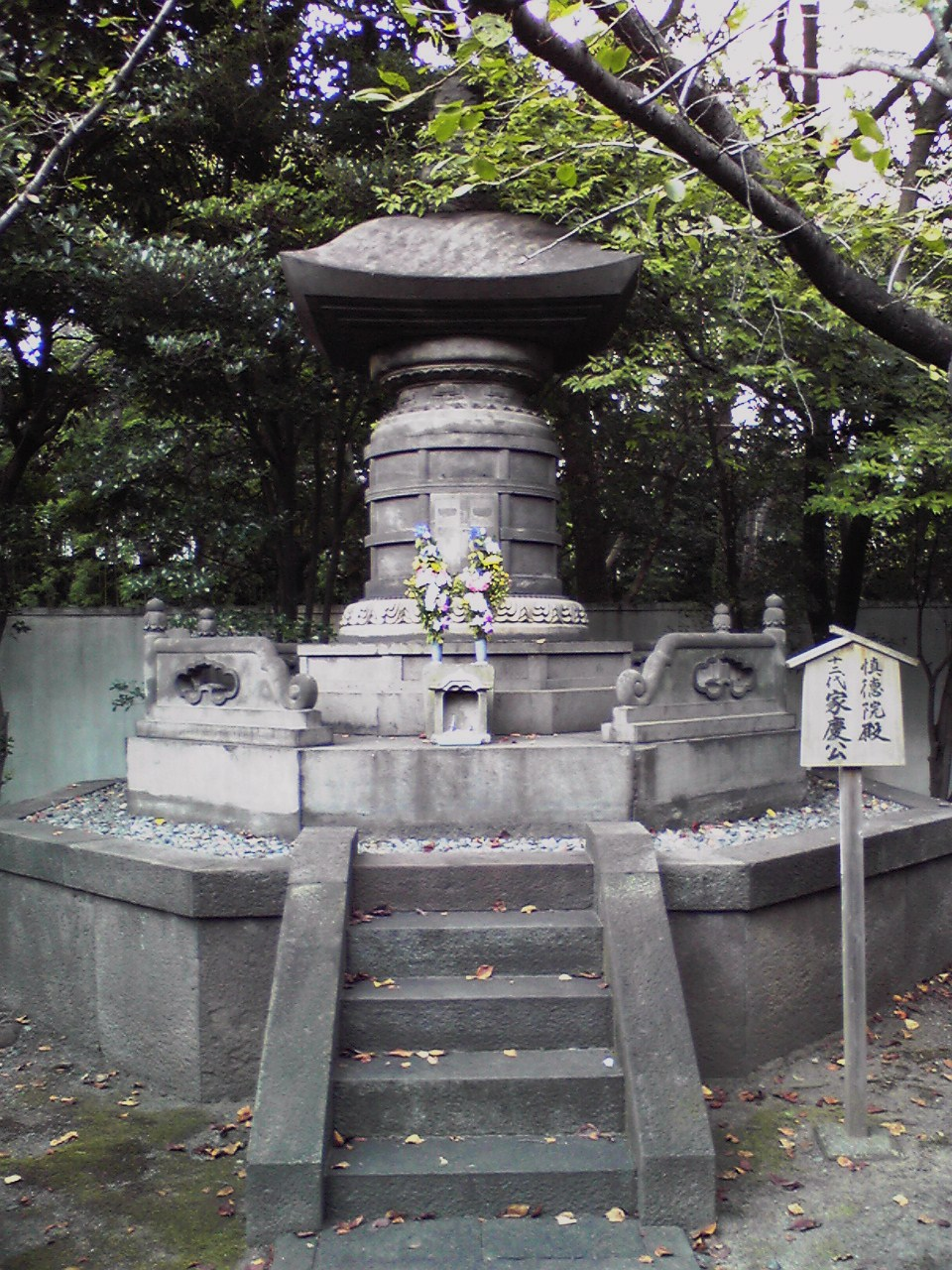
Đài tưởng niệm Ieyoshi tại Zōjō-ji (Tăng thượng tự)

Một thời gian ngắn sau chuyến viếng thăm của Thuyền trưởng Hoa Kỳ Matthew C. Perry năm 1853, với mục đích thương lượng cho phép Hoa Kỳ thông thương với Nhật Bản, Tướng Quân Tokugawa Ieyoshi qua đời, và kế vị ông là người con trai thứ ba Tokugawa Iesada. Những năm sau đó Mạc phủ Tokugawa đã bị buộc phải chấp thuận yêu cầu của Hoa Kỳ sau khi ký kết Hiệp ước Kanagawa.

## Niên hiệu
Thời gian ông cai trị thuộc các niên đại (nengō).
- Tenpō (天保, Thiên Bảo) (1830–1844)
- Kōka (弘化, Hoằng Hóa) (1844–1848)
- Kaei (嘉永, Gia Vĩnh) (1848–1854)

## Văn hóa đại chúng
Tokugawa Ieyoshi là một nhân vật phụ trong vở nhạc kịch "Pacific Overtures," của Stephen Sondheim trong đó ông bị mẹ sát hại bằng cách tẩm độc trong trà hoa cúc.
Ông cũng là một nhân vật phụ trong hai loạt phim truyền hình đầu tiên mang tên Nemuri Kyoshiro do diễn viên Tamura Masakazu thủ vai.